# 吉姆·阿姆斯特朗
吉姆·阿姆斯特朗（英語：Jim Armstrong，1917年7月14日—1981年7月8日），澳大利亚前男子摔跤运动员。他曾代表澳大利亚参加1948年夏季奥林匹克运动会摔跤比赛，获得男子自由式重量级铜牌。